# Moncrabeau
Ne doit pas être confondu avec Royale Moncrabeau.
Moncrabeau est une commune du Sud-Ouest de la France, située dans le département de Lot-et-Garonne (région Nouvelle-Aquitaine).

## Géographie

### Localisation
Commune située dans le Pays d'Albret sur la Baïse entre Condom et Nérac. Elle est limitrophe du département du Gers.

### Communes limitrophes
Les communes limitrophes sont Condom, Gazaupouy, Ligardes, Francescas, Fréchou, Lannes, Lasserre et Mézin.
| Fréchou | Lasserre      | Francescas       |
| Mézin   | Moncrabeau    | Ligardes (Gers)  |
| Lannes  | Condom (Gers) | Gazaupouy (Gers) |

### Climat
Pour des articles plus généraux, voir Climat de la Nouvelle-Aquitaine et Climat de Lot-et-Garonne.
Historiquement, la commune est exposée à un climat océanique aquitain.  
En 2020, Météo-France publie une typologie des climats de la France métropolitaine dans laquelle la commune est exposée à un climat océanique altéré et est dans la région climatique Aquitaine, Gascogne, caractérisée par une pluviométrie abondante au printemps, modérée en automne, un faible ensoleillement au printemps, un été chaud (19,5 °C), des vents faibles, des brouillards fréquents en automne et en hiver et des orages fréquents en été (15 à 20 jours).
Pour la période 1971-2000, la température annuelle moyenne est de 13,4 °C, avec une amplitude thermique annuelle de 15,3 °C. Le cumul annuel moyen de précipitations est de 773 mm, avec 9,7 jours de précipitations en janvier et 6,5 jours en juillet. Pour la période 1991-2020, la température moyenne annuelle observée sur la station météorologique la plus proche, située sur la commune de Nérac à 12 km à vol d'oiseau, est de 13,9 °C et le cumul annuel moyen de précipitations est de 735,7 mm,. Pour l'avenir, les paramètres climatiques de la commune estimés pour 2050 selon différents scénarios d'émission de gaz à effet de serre sont consultables sur un site dédié publié par Météo-France en novembre 2022.

## Urbanisme

### Typologie
Au 1er janvier 2024, Moncrabeau est catégorisée commune rurale à habitat très dispersé, selon la nouvelle grille communale de densité à sept niveaux définie par l'Insee en 2022.
Elle est située hors unité urbaine. Par ailleurs la commune fait partie de l'aire d'attraction de Nérac, dont elle est une commune de la couronne,. Cette aire, qui regroupe 17 communes, est catégorisée dans les aires de moins de 50 000 habitants,.

### Occupation des sols

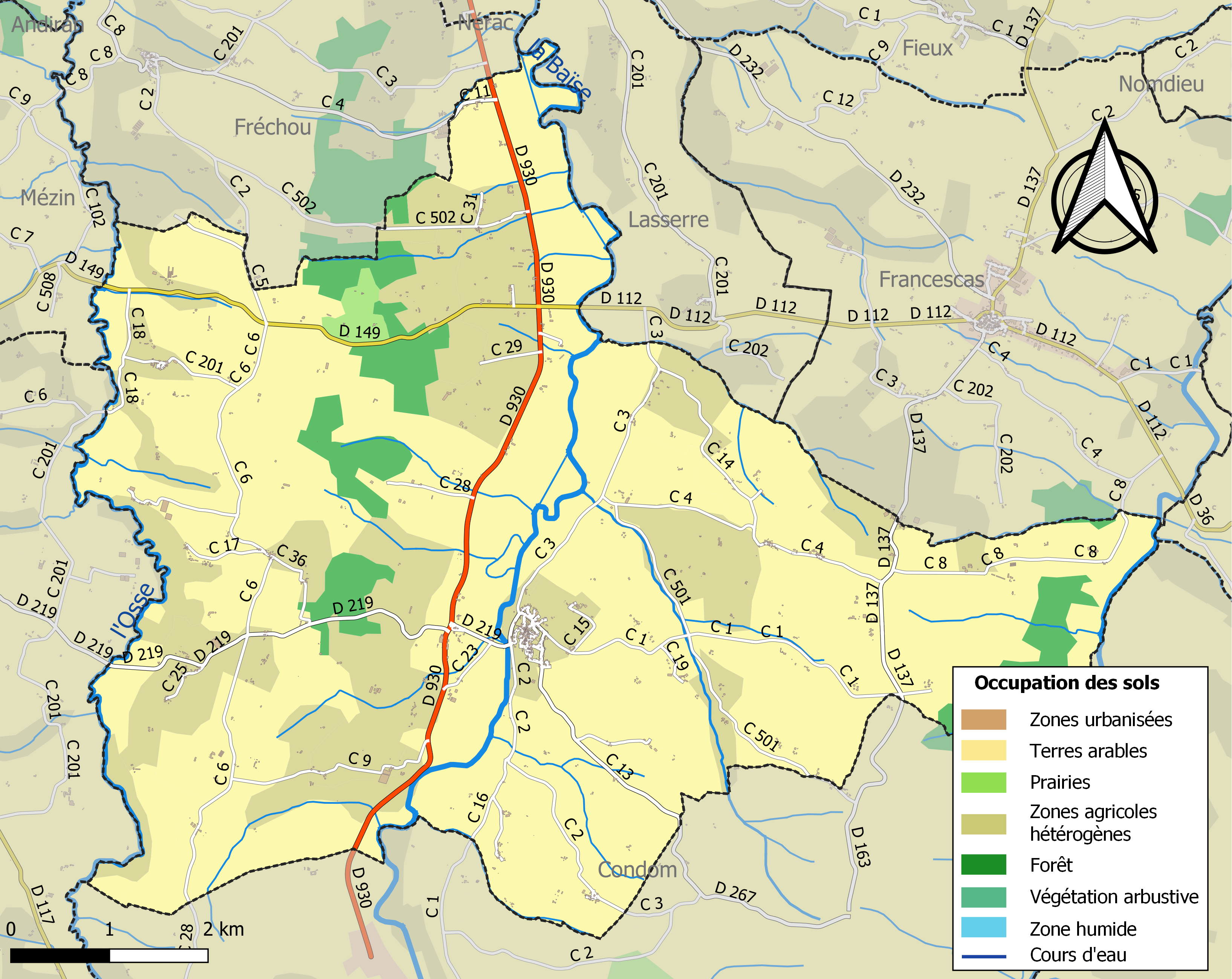
Carte des infrastructures et de l'occupation des sols de la commune en 2018 (CLC).

L'occupation des sols de la commune, telle qu'elle ressort de la base de données européenne d’occupation biophysique des sols Corine Land Cover (CLC), est marquée par l'importance des territoires agricoles (94,3 % en 2018), une proportion sensiblement équivalente à celle de 1990 (94,2 %). La répartition détaillée en 2018 est la suivante : 
terres arables (66,1 %), zones agricoles hétérogènes (25,1 %), forêts (5,7 %), cultures permanentes (2,6 %), prairies (0,6 %). L'évolution de l’occupation des sols de la commune et de ses infrastructures peut être observée sur les différentes représentations cartographiques du territoire : la carte de Cassini (XVIIIe siècle), la carte d'état-major (1820-1866) et les cartes ou photos aériennes de l'IGN pour la période actuelle (1950 à aujourd'hui).

### Risques majeurs
Le territoire de la commune de Moncrabeau est vulnérable à différents aléas naturels : météorologiques (tempête, orage, neige, grand froid, canicule ou sécheresse), inondations, mouvements de terrains et séisme (sismicité très faible). Il est également exposé à un risque technologique,  le transport de matières dangereuses. Un site publié par le BRGM permet d'évaluer simplement et rapidement les risques d'un bien localisé soit par son adresse soit par le numéro de sa parcelle.

#### Risques naturels
Certaines parties du territoire communal sont susceptibles d’être affectées par le risque d’inondation par une crue à  débordement lent de cours d'eau, notamment la Baïse, l'Auvignon et l'Osse. La commune a été reconnue en état de catastrophe naturelle au titre des dommages causés par les inondations et coulées de boue survenues en 1982, 1999 et 2009,.
Les mouvements de terrains susceptibles de se produire sur la commune sont des tassements différentiels.

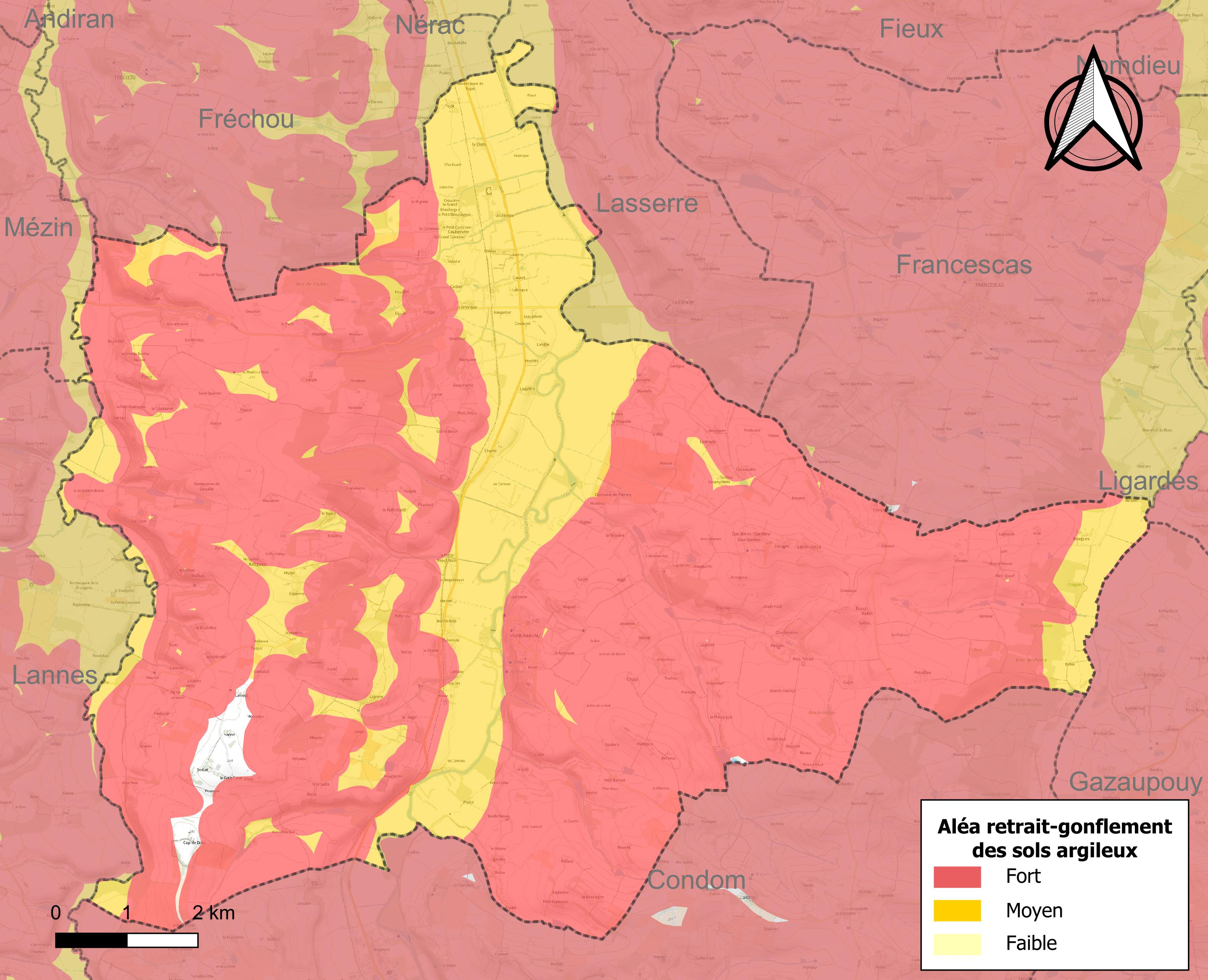
Carte des zones d'aléa retrait-gonflement des sols argileux de Moncrabeau.

Le retrait-gonflement des sols argileux est susceptible d'engendrer des dommages importants aux bâtiments en cas d’alternance de périodes de sécheresse et de pluie. 98,9 % de la superficie communale est en aléa moyen ou fort (91,8 % au niveau départemental et 48,5 % au niveau national). Depuis le 1er octobre 2020, en application de la loi ELAN, différentes contraintes s'imposent aux vendeurs, maîtres d'ouvrages ou constructeurs de biens situés dans une zone classée en aléa moyen ou fort,.
Concernant les mouvements de terrains, la commune a été reconnue en état de catastrophe naturelle au titre des dommages causés par la sécheresse en 2003 et 2017 et par des mouvements de terrain en 1999.

## Toponymie
Le nom de la localité est attesté sous la forme de monte Caprelli en 1281.
Il s'agit sans doute d'une formation toponymique médiévale en Mont-, au sens d'« élévation, colline », comme semble l'indiquer les formes latinisées, alors que la forme actuelle est en Mon- (sans t). Il est suivi d'un élément cabrel ou craba > crabeau qui semble représenter un animal. Cabrel > crabel (avec une métathèse de [r] propre au gascon) est sans doute dérivé de craba « chèvre ».
Quasi homonymie avec Montchevrel (Orne, Montchevreil 1247) de type normand méridional et Montcavrel (Pas-de-Calais) de type picard.

## Héraldique
| Blason de Moncrabeau | Blason  | Écartelé : au premier et au quatrième d'azur aux trois fleurs de lys d'or, au deuxième et au troisième d'argent plain. |
| Blason de Moncrabeau | Détails | Le statut officiel du blason reste à déterminer.                                                                       |

## Politique et administration
| Période                                  | Période   | Identité            | Étiquette | Qualité                                                |
| ---------------------------------------- | --------- | ------------------- | --------- | ------------------------------------------------------ |
| mars 1983                                | juin 2011 | Christian Lussagnet | UMP       | Conseiller général du canton de Francescas (2001-2015) |
| juillet 2011                             | En cours  | Nicolas Choisnel    |           |                                                        |
| Les données manquantes sont à compléter. |           |                     |           |                                                        |

## Démographie
L'évolution du nombre d'habitants est connue à travers les recensements de la population effectués dans la commune depuis 1793. Pour les communes de moins de 10 000 habitants, une enquête de recensement portant sur toute la population est réalisée tous les cinq ans, les populations de référence des années intermédiaires étant quant à elles estimées par interpolation ou extrapolation. Pour la commune, le premier recensement exhaustif entrant dans le cadre du nouveau dispositif a été réalisé en 2008.

En 2022, la commune comptait 741 habitants, en évolution de +1,93 % par rapport à 2016 (Lot-et-Garonne : −0,18 %, France hors Mayotte : +2,11 %).
| 1793  | 1800  | 1806  | 1821  | 1831  | 1836  | 1841  | 1846  | 1851  |
| ----- | ----- | ----- | ----- | ----- | ----- | ----- | ----- | ----- |
| 2 484 | 2 636 | 2 556 | 2 589 | 2 522 | 2 561 | 2 370 | 2 286 | 2 352 |

| 1856  | 1861  | 1866  | 1872  | 1876  | 1881  | 1886  | 1891  | 1896  |
| ----- | ----- | ----- | ----- | ----- | ----- | ----- | ----- | ----- |
| 2 271 | 2 197 | 2 154 | 2 062 | 2 044 | 1 995 | 1 915 | 1 828 | 1 755 |

| 1901  | 1906  | 1911  | 1921  | 1926  | 1931  | 1936  | 1946  | 1954  |
| ----- | ----- | ----- | ----- | ----- | ----- | ----- | ----- | ----- |
| 1 740 | 1 696 | 1 608 | 1 363 | 1 494 | 1 414 | 1 400 | 1 392 | 1 288 |

| 1962  | 1968  | 1975 | 1982 | 1990 | 1999 | 2006 | 2008 | 2013 |
| ----- | ----- | ---- | ---- | ---- | ---- | ---- | ---- | ---- |
| 1 173 | 1 050 | 915  | 823  | 789  | 780  | 810  | 818  | 751  |

| 2018 | 2022 | - | - | - | - | - | - | - |
| ---- | ---- | - | - | - | - | - | - | - |
| 738  | 741  | - | - | - | - | - | - | - |

## Lieux et monuments

### Patrimoine civil
- Château de Lahitte, inscrit au titre des monuments historiques en 1986[27],[28] ;
- Château de Pomarède, inscrit au titre des monuments historiques en 1969[29],[30] ;
- Maison forte de Charrin, édifiée au XIVe siècle, rénovée au XVIIIe siècle, ancienne résidence de la famille de Ladevèze de Charrin. Jean de Ladevèze, né en 1756 à Moncrabeau, fut maire de Moncrabeau[31] ;
- Villa romaine de Bapteste, classée au titre des monuments historiques en 1875[32],[33].
- Porche du lieu-dit Lamarque, datant du XVe siècle.

### Patrimoine religieux
- Église Sainte-Marie-Madeleine, à Moncrabeau[34]. Elle est inscrite à l'Inventaire général du patrimoine culturel[34].
- Église Saint-Sigismond, au lieu-dit Vialère[35]. Elle est inscrite à l'Inventaire général du patrimoine culturel[35].
- Église Saint-Cyr, au lieu-dit Saint-Cirice[36]. Elle est inscrite à l'Inventaire général du patrimoine culturel[36].
- Église Saint-Roch, au lieu-dit Pouy[37]. Elle est inscrite à l'Inventaire général du patrimoine culturel[37].
- Église Sainte-Radegonde, au lieu-dit Marcadis[38]. Elle est inscrite à l'Inventaire général du patrimoine culturel[38].
- Église Saint-Roch, au lieu-dit Lahitte[39]. Elle est inscrite à l'Inventaire général du patrimoine culturel[39].
- Église Saint-Jean, au lieu-dit Gardères[40]. Elle est inscrite à l'Inventaire général du patrimoine culturel[40].
- Église Saint-Clair, au lieu-dit Artigues, inscrite au titre des monuments historiques en 1994[41],[42].

### Patrimoine naturel
Le coteau de Peyroutet est un site naturel remarquable géré par le conservatoire d'espaces naturels d'Aquitaine depuis 1999 en partenariat avec les propriétaires, exploitants agricoles. Ce site offre un remarquable panorama sur les coteaux de l'Albret, parfois même sur la chaîne des Pyrénées. Il abrite une grande richesse écologique dont notamment près d'une trentaine d'espèces d'orchidées sauvages.

## Vie locale

### Culture
- Festival des menteurs de Moncrabeau[44]. Les habitants de Moncrabeau se flattaient d’être les plus menteurs de tous les Gascons. Une « Académie des Menteurs » comprenant quarante membres existe depuis le XVIe siècle. Le festival élit chaque année le Roi des Menteurs, qui siège sur un trône de pierre.
- "C’est un devoir, pour tout voyageur, d’aller à Moncrabeau prendre ses lettres de créance, comme chacun sait, puisqu’elles donnent à tous agrégés le droit de mentir en tous lieux, sans porter préjudice à autre qu’à la vérité... Voici, en peu de mots, l’origine de la singulière célébrité que Moncrabeau s’est acquise :    Au commencement du siècle dernier [XVIIIe siècle] quelques militaires, retirés dans cette petite ville, formèrent une société qui se rassemblait sous la halle, pour y parler des affaires publiques et des événements du pays : cette réunion avait ses Métra *, ses abbés Trente-mille-hommes, qui suppléaient, par des nouvelles de leur invention, à celles qu’ils n’apprenaient pas assez vîte : leur talent, dans ce genre, fit une réputation à la ville où ils avaient établi cette fabrique de hableries, et valut à Moncrabeau le titre de chef-lieu de la diète générale des menteurs, hableurs et craqueurs du royaume. Un plaisant du pays rédigea des lettres-patentes, qu’il fit imprimer, et les expédia, dans toute l’Europe, à ceux qu’il jugea dignes d’un pareil honneur : depuis lors, les habitans de Moncrabeau ont ajouté à cette plaisanterie celle de conduire l’étranger qui fait quelque séjour au milieu d’eux à la salle de la diète, c’est-à-dire sous la halle ; de le faire asseoir sur la pierre de la vérité, et de lui expédier son brevet en bonnes formes". (Étienne de JOUY, L’hermite en province, 1818, t.I ; pp. 349–351). * Nouvellistes de l’arbre de Cracovie, au Palais-Royal.
- Festival de Cauberotte (jazz, bio...).
- Église Saint-Sigismond de Vialère - XIIe, redécouverte en 2009 sur le site d'une grange. Les fouilles indiquent une présence gallo-romaine datant du IVe siècle.
- Membre de l'Association des communes de France aux noms burlesques et chantants.

## Personnalités liées à la commune
- Michel Goma styliste et costumier né à Moncrabeau.
- Michel Gardère journaliste et écrivain né à Moncrabeau.
- Kamel Khrissate.
- Joseph Ninon : représentant à la Chambre des Cent-Jours, né à Moncrabeau le 23 mars 1769, mort le 24 octobre 1834, « fils de sieur Pierre Ninon, marchand et de demoiselle Marianne Claverie », maire de Moncrabeau, puis conseiller général (an XIII), et sous-préfet de Nérac sous le premier Empire, fut élu, le 15 mai 1815, représentant du grand collège de Lot-et-Garonne à la Chambre des Cent-Jours, par 41 voix sur 52 votants. Son rôle parlementaire prit fin avec cette courte législature, restant fidèle à l’Empereur[45].
- Pierre-Hyacinthe Duvignau : dit « Fiton », né en 1754 à Bordeaux, fils de Jacques Duvigneau né à Moncrabeau le 10 octobre 1708, lui-même juge procureur au Parlement de Bordeaux. Pierre-Hyacinthe eut trois enfants dont l’aîné Jacques, juge de paix, percepteur des Impôts de Francescas, fut maire de Moncrabeau de 1822 à 1828. Le deuxième fils Pierre Gabriel fut maire de Condom et le troisième Jean-Baptiste, dit Timothée, dont nous n’aurons pas plus de précision. Comme se plaît à le qualifier Étienne Jouy ; Pierre-Hyacinthe avait un caractère entier, passionné, et était gagné aux idées de la Révolution. Il fut juge de Macau et procureur au parlement de Bordeaux, il eut une éducation soignée et fut reçu avocat à l’âge de 21 ans. franc-maçon initié à la française alors que la grande majorité des loges bordelaises initient selon les rites britanniques ou écossais. Il est  membre du Musée et de la Société des amis de la Constitution dont il fut  finalement le président. Sous l’Ancien Régime il fut procureur au Parlement de Guyenne. Lors de la création des tribunaux criminels, en 1791, il fut nommé greffier de celui de la Gironde. En 1792, après une indescriptible vague de massacres, il demanda la condamnation de Marat et ce dernier fut arrêté puis relâché. Robespierre en personne dut intervenir pour calmer la fougue de Duvignau. La ville de Bordeaux, afin de marquer son soutien à ses représentants, envoya des commissaires à la Convention nationale, pour réclamer une espèce d’inviolabilité de tous les membres qui la composaient et l’achèvement de la constitution. Cette démarche accéléra la perte des Girondins et des commissaires bordelais, Duvignau surtout. Il avait porté la parole, au nom de ses concitoyens, de la manière la plus énergique, il avait été jusqu’à dire que la Garde nationale de Bordeaux était prête à marcher sur Paris, pour y rétablir l’ordre légal. De son discours à la barre de la Convention le 14 mai 1793, les instants en restent  marqués. Une mégère l’agresse en plein discours et déchire son texte qu’elle jette en morceaux à ses pieds, son allocution souleva une tempête sur les bancs de la Montagne. Le Jacobin Legendre l’injuria, le traitant de ci-devant et d’aristocrate. Boyer-Fonfrède qui ce jour présidait, eut fort à faire à rétablir  l’ordre et protéger ses concitoyens girondins qui regagnèrent Bordeaux qu’avec beaucoup de difficultés. Les répercussions ne se firent point attendre, la Convention dépêchât les citoyens Isabeau et Baudot pour combattre cette contre-révolution, mais ils furent reçus à Bordeaux à coups de pierre et leur voiture précipitée dans la première marre boueuse. Quelque temps après son retour orageux, il fut livré, comme conspirateur et contre-révolutionnaire à une commission militaire qui le condamna à mort et à la confiscation de ses biens. À Bordeaux, sur l’actuelle place Gambetta, le 10 thermidor an II (27 juillet 1794), Pierre-Hyacinthe Duvignau fut exécuté la veille du jour où tomba Robespierre,  il avait 40 ans.[réf. nécessaire]